# Сумгаит (река)
Сумгаит (азерб. Sumqayıtçay) — река на востоке Азербайджана. Длина — 182 км, площадь водосборного бассейна — 1800 км². Средний расход в 46 км от устья — 1,1 м³/с.
Берёт начало на склонах Большого Кавказа. Питание смешанное. Воды реки используются для орошения. Устье расположено к западу от мыса Сарыкаябашы, в устье расположен город Сумгаит.

## Фотографии

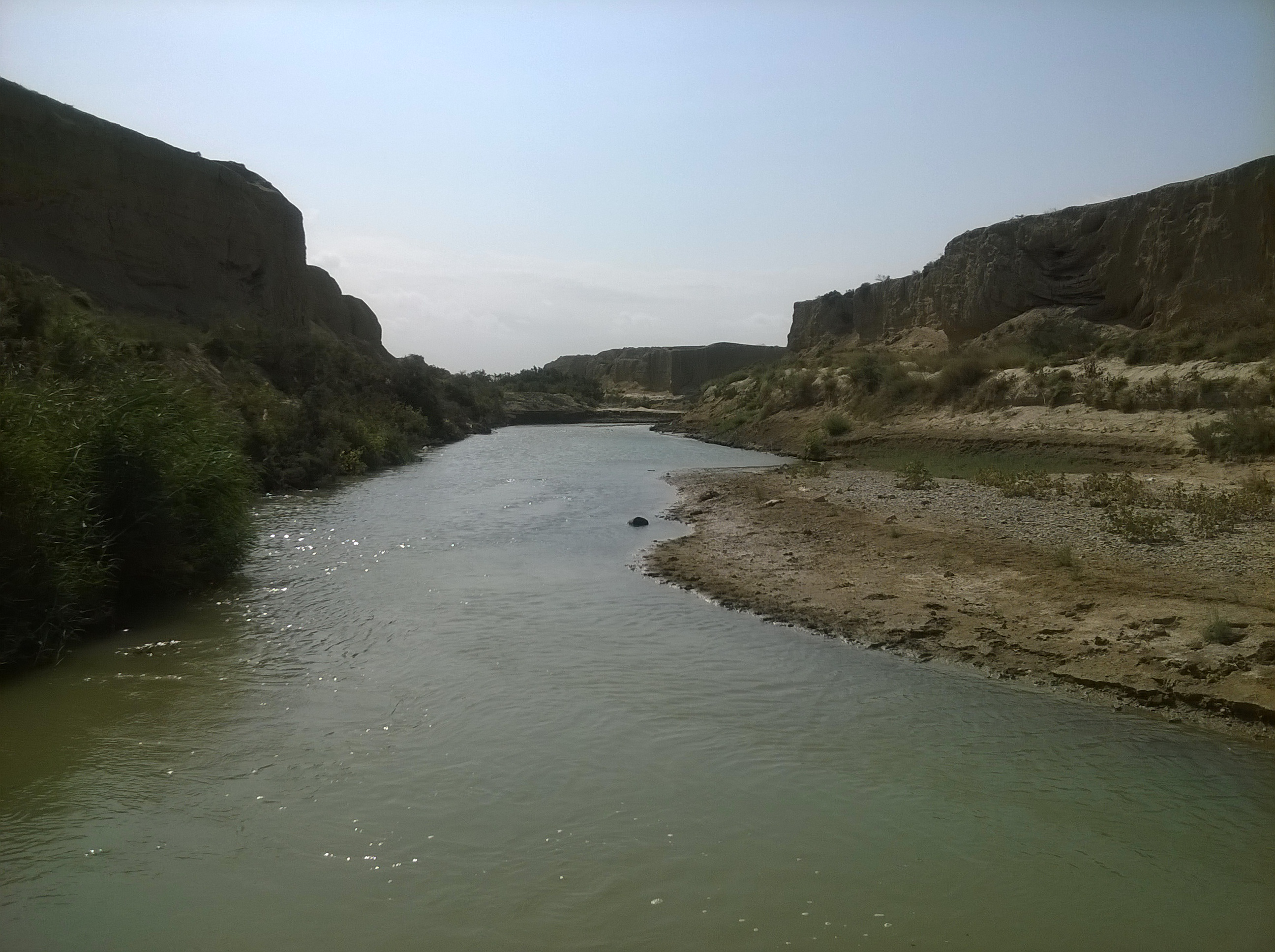
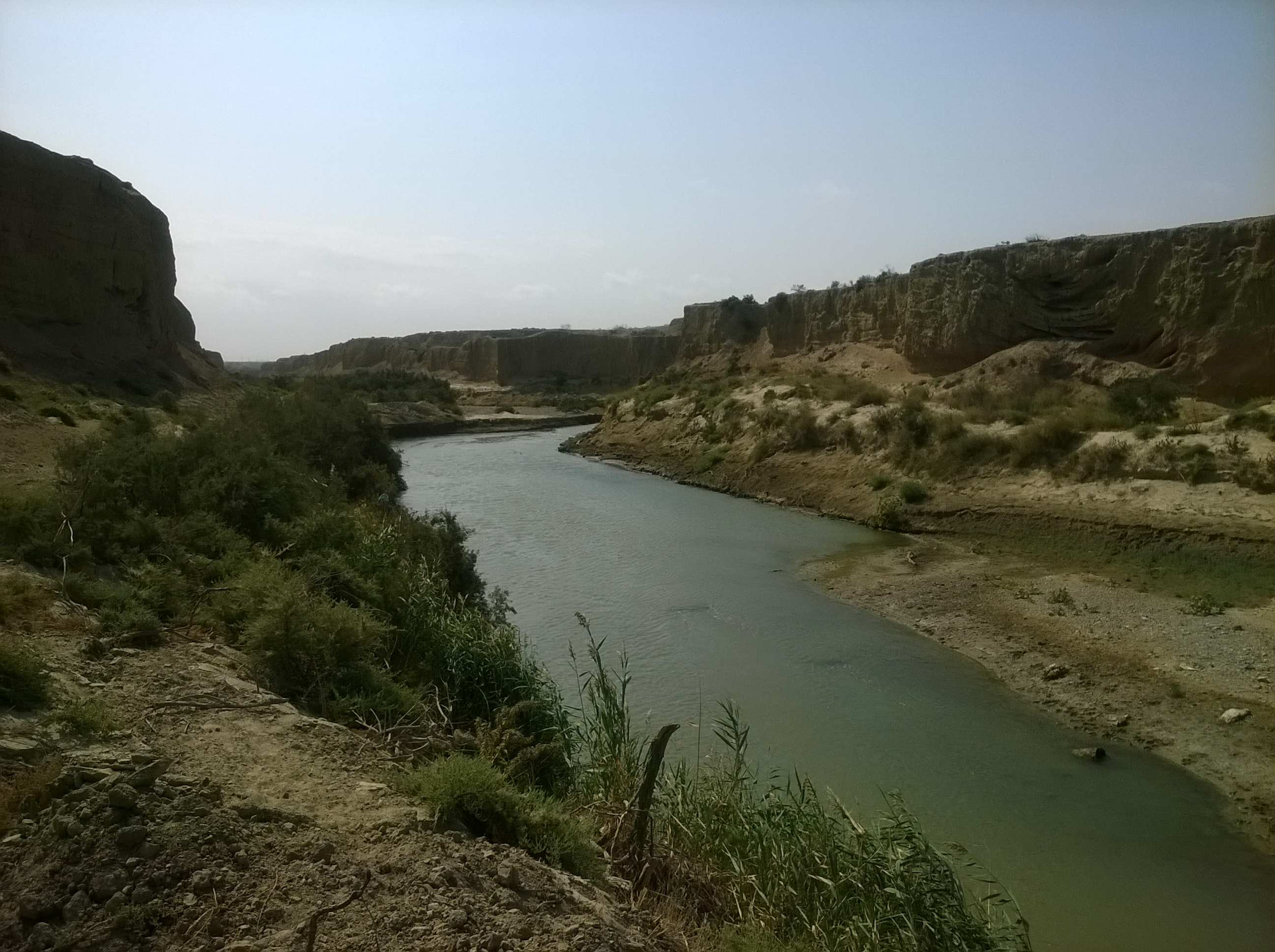
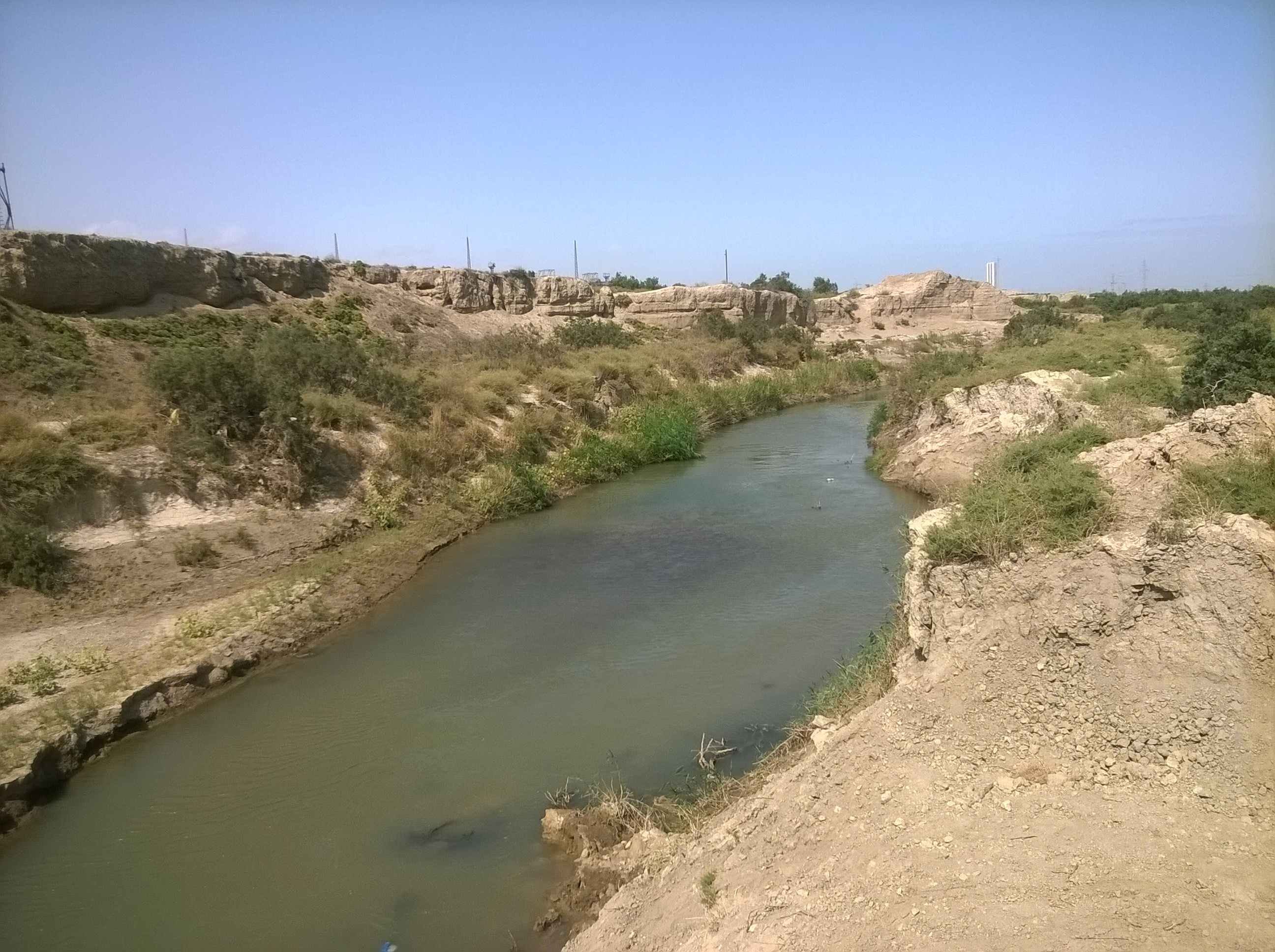
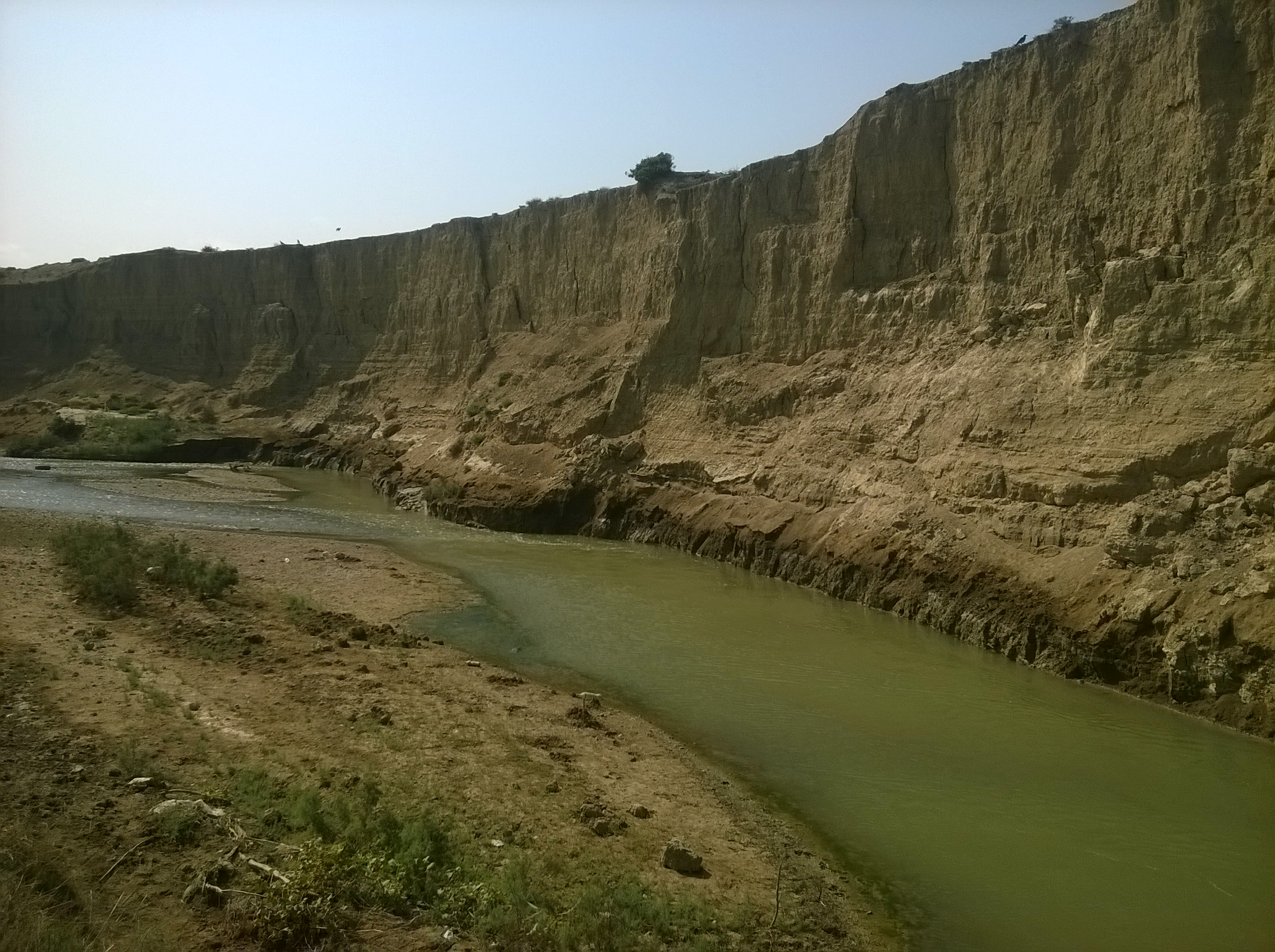
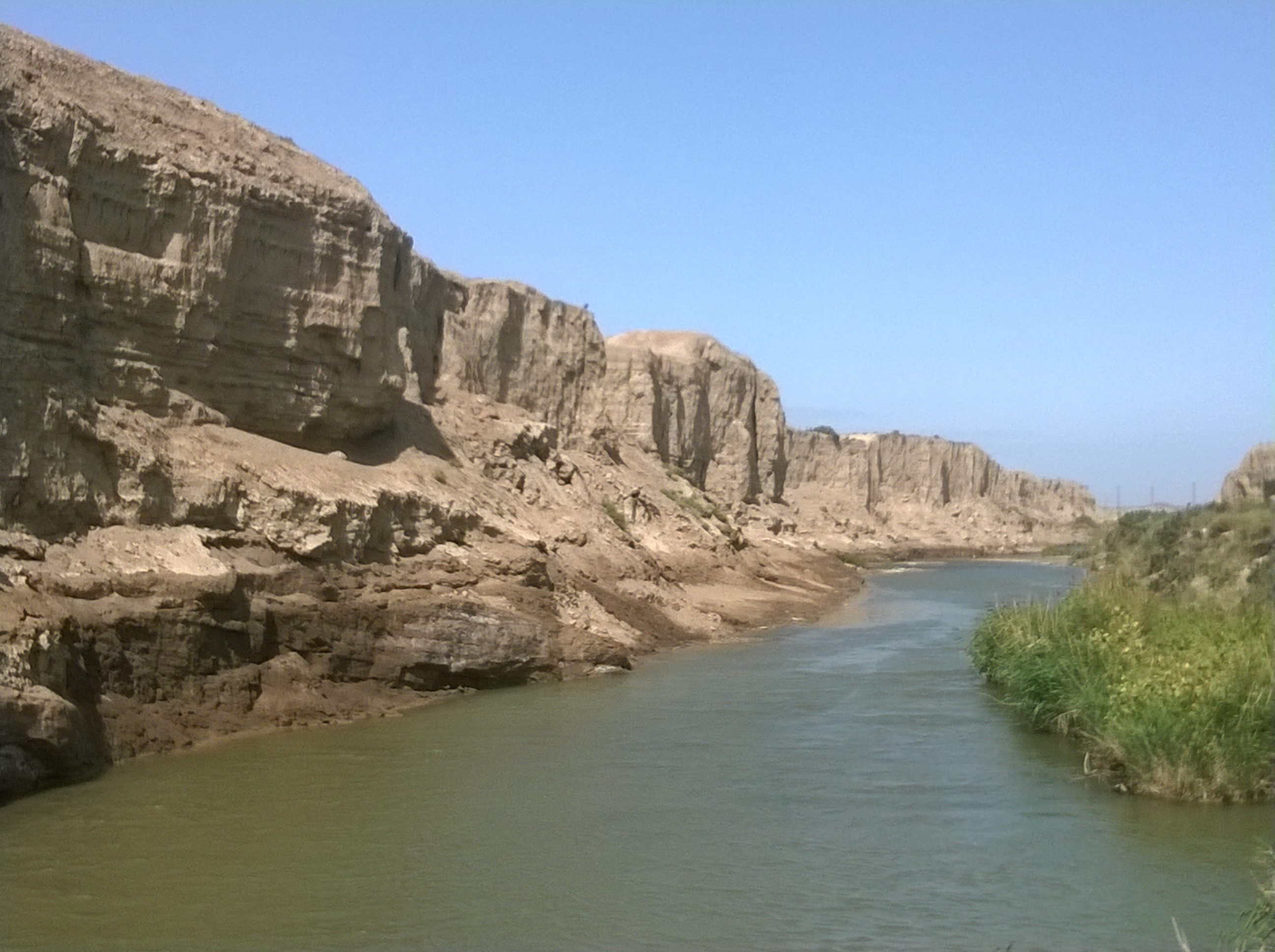
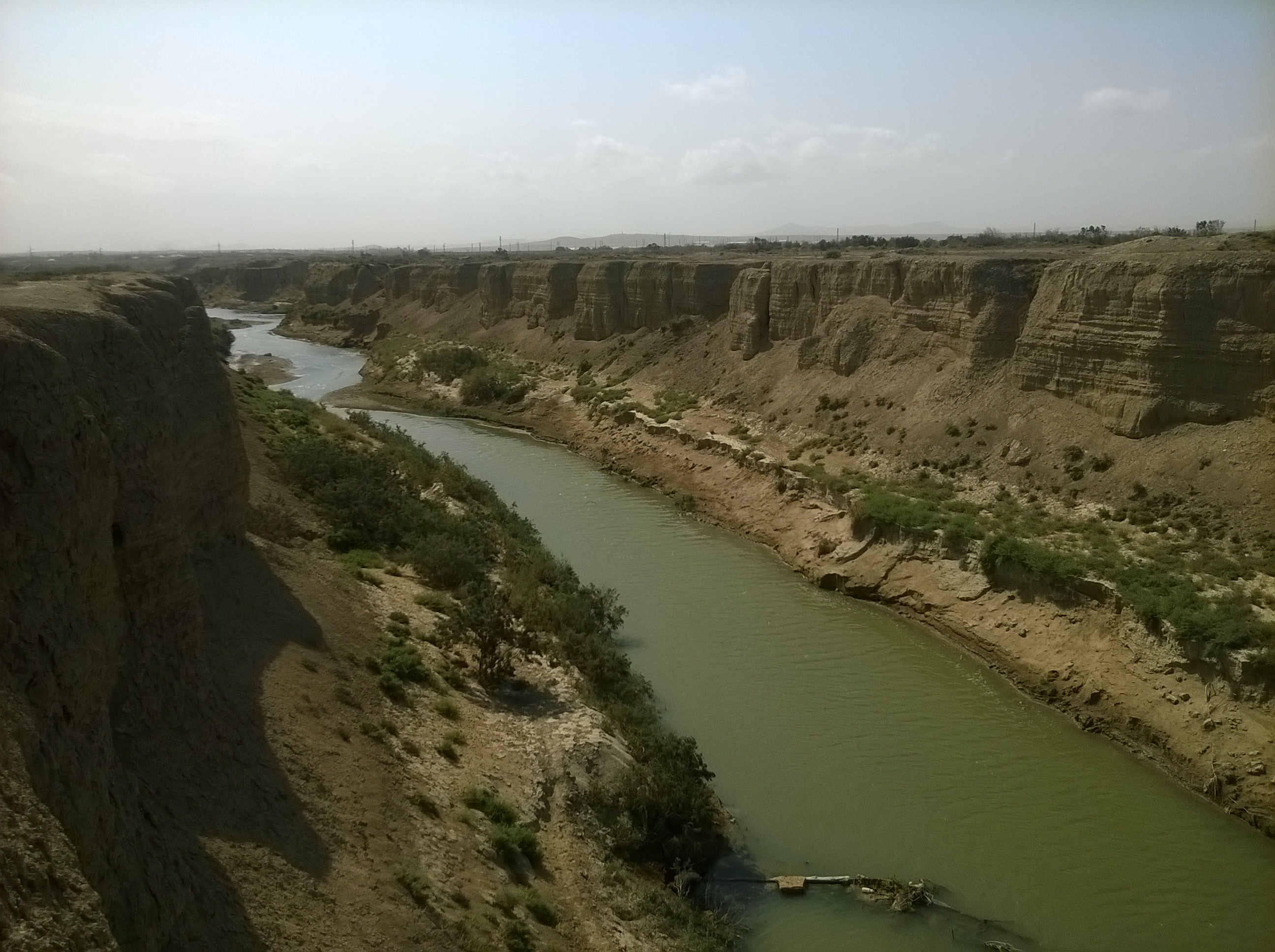